# Brustentwicklung
Unter Brustentwicklung versteht man die in der Regel schon vor der Pubertät unter Einwirkung eines zunehmenden Östrogen-Spiegels auftretende, langsam und kontinuierlich verlaufende Entwicklung der weiblichen Brust. Der heutzutage ab einem Alter von acht oder neun Jahren auftretende Beginn dieser Entwicklung wird in der Wissenschaft als Thelarche bezeichnet.

## Physiologie

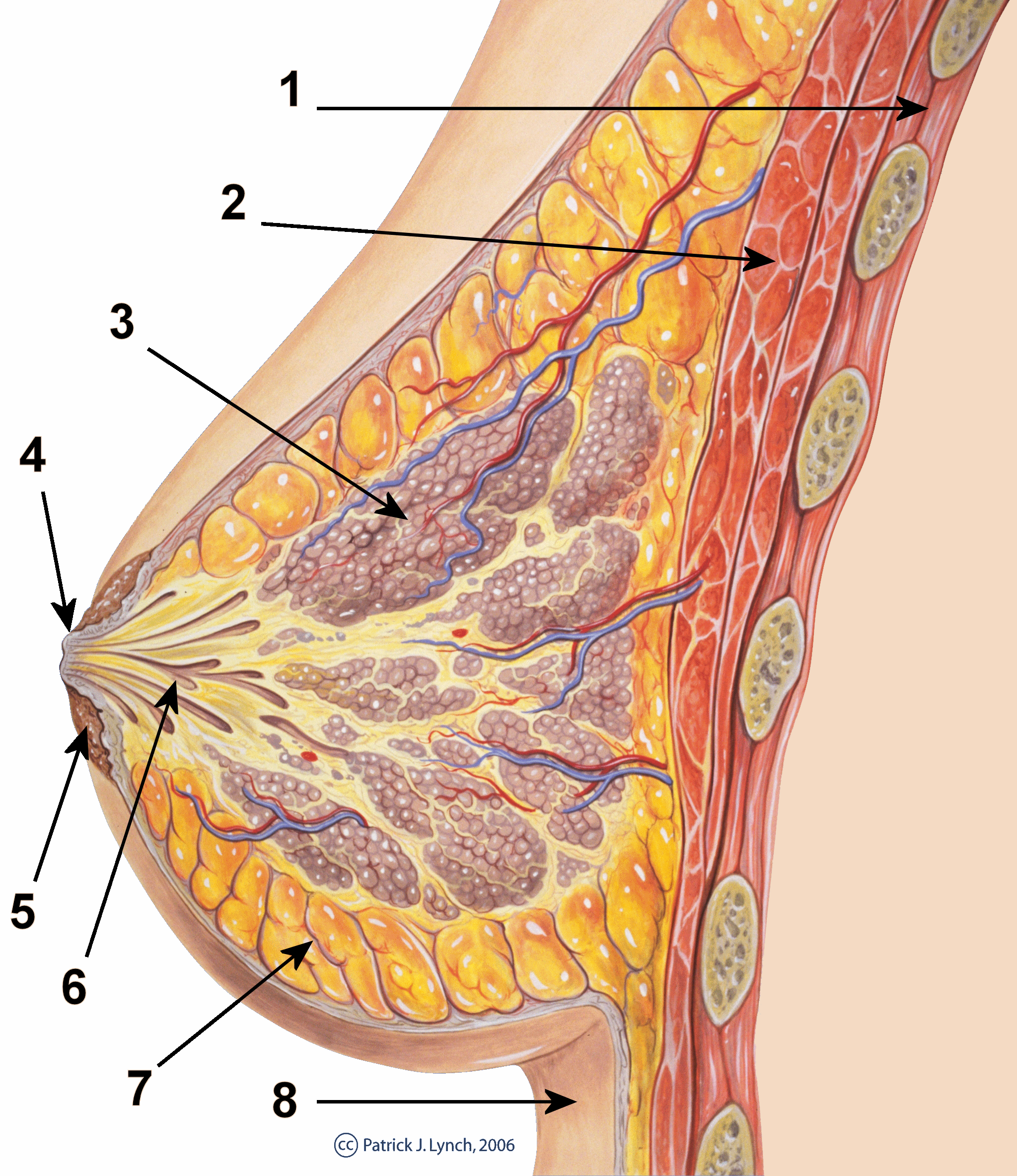
Anatomie der weiblichen Brust

Bei Mädchen beginnen die Eierstöcke schon vor der Pubertät unter dem Ansteigen der Gonadotropinkonzentration im Blut langsam und kontinuierlich Östrogene abzusondern. Unter dem Einfluss der ansteigenden Östrogenproduktion und -ausschüttung startet das allgemeine Wachstum der Milchdrüsen (Mamma, -ae; lat. Glandula mammaria) und zugleich auch eine allmähliche, differenzierende Weiterentwicklung dieser Drüsen. Außerdem vermitteln die Östrogene das Wachstum der Brustwarzen (Mamillen, lat. Papilla mammaria) und des Brustwarzenhofes (lat. Areola), ferner die Pigmentation der Brustwarzen und ihre Erigierbarkeit.
Zugleich wird durch den Östrogenanstieg auch der Reifungsbeginn der Gebärmutter und der Scheide ausgelöst. Die Ausbildung weiblicher Proportionen und die Regulation der Menstruationszyklen ist ebenfalls von Östrogenen abhängig. Andererseits werden in den Nebennieren der Mädchen auch Androgene in geringeren Mengen (im Vergleich zu den Östrogenen) hergestellt und in das Blut abgegeben, welche das Längenwachstum und das Ausbilden der Schamhaare anregen und später für das Auftreten der Achselbehaarung und gegebenenfalls weiterer Körperbehaarung verantwortlich sind.

## Entwicklungsstadien

Entwicklung der Brüste

Nach James M. Tanner werden in der Entwicklung der weiblichen Brust fünf Stadien unterschieden:
- B1: Brüste sind noch flach, Brustwarze ist nur eine sehr kleine Erhebung.
- B2: Die eigentliche Pubertät beginnt, Milchdrüsen und Fettgewebe beginnen die Brust zu bilden.
- B3: Die Brustwarze kann sich dunkler färben.
- B4: Die Umrandung der Brustwarze, der Warzenhof, bildet eine eigene Erhebung.
- B5: Die Umrandung schwillt wieder ab, bei manchen Frauen bleibt sie aber bestehen.

In den Stadien 1 bis 4 nimmt die Brust zu, das Fettgewebe vergrößert sich. Die Brustentwicklung beginnt im Mittel mit 11 Jahren und ist mit rund 15 abgeschlossen, der Vorgang kann aber auch bis ins 19. Lebensjahr andauern.

## Beratung
Beratungsstellen empfehlen, sich nicht zu viele Sorgen zu machen über eine zu langsame oder eine zu schnelle Brustentwicklung. Zum einen zeigt eine Veränderung der Brust nicht zuverlässig eine Schwangerschaft an, zum anderen ist die endgültige Form der Brüste weitgehend erblich. Abgesehen von einem chirurgischen Eingriff (Brustvergrößerung oder gegebenenfalls auch -verkleinerung), kann – je nach genetischer Voraussetzung – die Brustform mehr oder weniger auch durch den Körperfettgehalt reguliert werden.